# Ràdio i Televisió d'Andorra
|  | «RTVA» redirigeix aquí. Vegeu-ne altres significats a «Radio y Televisión de Andalucía». |

Ràdio i Televisió d'Andorra (RTVA) és l'entitat pública que aglutina la ràdio i la televisió públiques de l'estat andorrà. Creada per la Llei de la radiodifusió i televisió pública, té com a objectiu principal la consolidació d'un servei públic (ràdio, televisió i web) que contribueixi al pluralisme informatiu, a la formació d'una opinió pública lliure i a la difusió de la cultura pròpia.
Des de l'any 2003 és membre actiu de la Unió Europea de Radiodifusió (UER), motiu que la portà a participar, des del 2004, al Concurs de la Cançó d'Eurovisió.
Actualment compta amb un canal de televisió nascut el 1995, Andorra Televisió; i dues emissores de ràdio: Ràdio Nacional d'Andorra, al 94.2 de l'FM, de caràcter generalista i Andorra Música, al 97.0 de l'FM, un canal musical.

## Història

Logotip inicial (any 2000) de Ràdio i Televisió d'Andorra

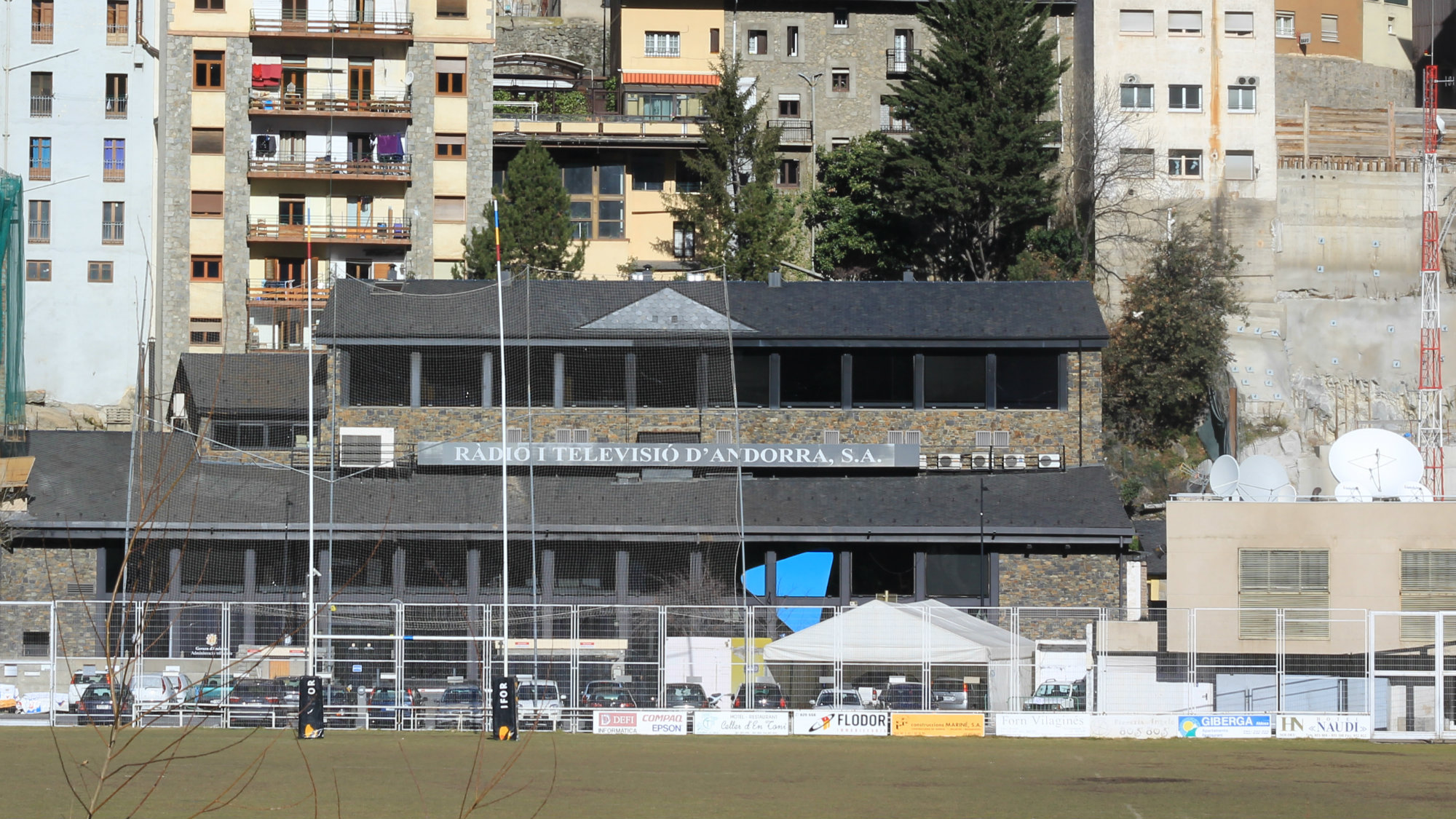
Instal·lacions d'RTVA a Andorra la Vella

### Ràdio Andorra i Sud Ràdio
La ràdio apareix a Andorra a partir de la dècada dels anys 30 del segle xx, quan el Consell General de l'època va atorgar una concessió de ràdio amb cobertura per tot Andorra. Així va néixer Ràdio Andorra, una emissora que va esdevenir emblemàtica durant els anys 30 i 40 i va aportar a Andorra una primera projecció internacional, sobretot a partir del famós emblema "Aquí, Radio Andorra".
Des del 1936 fins al 1961 la ràdio es dedicava a la música mentre el continent es trobava immers en la Segona Guerra Mundial. Durant la dècada dels anys 50 del segle xx, la ràdio també va aportar enfrontaments amb el Copríncep francès. Després de llargues negociacions, el 1961 es va establir un nou període de pau entre Andorra i els estats veïns (França i Espanya).
La radiodifusió andorrana va transformar la primera concessió de ràdio i la va convertir en dues concessions. Els seus beneficiaris van ser França, a través de l'empresa pública SOFIRAD i l'emissora Ràdio de les Valls; i Espanya, a través de l'empresa, també pública, EIRASA, que va cedir els drets d'explotació durant 20 anys a Jacques Tremoulet, empresari francès del món de la comunicació, que havia explotat amb anterioritat (1939-1961) l'emissora de Ràdio Andorra. D'aquesta manera, Andorra establia la "pau radiofònica amb els seus països veïns".

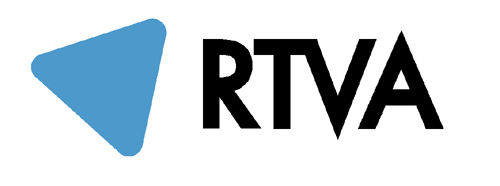
Logotip des de l'any 2005 fins al 2013 de Ràdio i Televisió d'Andorra

El 1981 es va acabar el període concessional i, com que el món de la comunicació, així com les situacions polítiques, havien canviat profundament, la continuïtat d'aquestes ràdios des de territori andorrà es va fer difícil. SOFIRAD es va privatitzar i la seva emissora, Sud Ràdio, es va traslladar a Tolosa. D'altra banda, Ràdio Andorra va deixar de ser explotada pels hereus de Jacques Tremoulet i per l'Estat espanyol, tot tancant definitivament les portes el febrer de 1982.

### ENAR
El 10 de febrer de 1983 es va crear l'Entitat Nacional Andorrana de Radiodifusió (ENAR) amb l'objectiu de regular la radiodifusió al país, gestionar les freqüències de ràdio i planificar unes futures emissions de televisió.
El 16 de març del 1983, Sud Ràdio torna a emetre des d'Andorra. La freqüència de Sud Ràdio estava cogestionada per Gestival, una filial de la SOFIRAD (França), i per l'ENAR. Aquesta situació obligava l'emissora a emetre salutacions i un comiat en català.
Al mes d'octubre de 1983, durant la Fira d'Andorra la Vella, es van dur a terme experiències radiofòniques en FM de l'emissora "Andorra FM".
L'any 1984, entre el 4 de gener i el 7 d'abril, Ràdio Andorra va ser rellançada. L'intent, però, va fracassar, a pesar que al 1985 Catalunya Ràdio SRG va projectar adquirir i reobrir Ràdio Andorra i, a més, fer desconnexions de l'emissora principal per a Andorra.
Al mes de juliol de 1984, durant la Festa Major de Sant Julià de Lòria, a iniciativa del "Grup de Jovent de Sant Julià", es va dur a terme una altra experiència radiofònica en FM: "Ràdio Lliure", que emetia al 100.0 de l'FM.
Després d'aquestes experiències, Ràdio Valira va començar a emetre al 1986 i Sud Ràdio va deixar el Principat el 31 d'agost del 1987. Tret de Ràdio Valira, no hi va haver cap emissora nacional més fins a la creació de Ràdio Andorra al 1990, aquesta vegada com a emissora pública.

### Experiències televisives
Entre 1986 i 1991, de manera intermitent, va emetre "Tele-Fira Andorra" al canal 52 de l'UHF. Amb el pas dels anys, les emissions anaren perfeccionant-se, els dies d'emissió (dins del període firal) s'incrementaren, i la programació del canal va incloure l'informatiu "Fira Notícies", entrevistes, el programa de debat "Taula Oberta", magazins, concursos, reportatges, pel·lícules i un programa de càmera oculta produït al Principat. A més, també s'emetien anuncis en català, en castellà o en castellà subtitulats en català, alguns d'ells de producció andorrana. L'emissió es tancava amb imatges del Principat i l'himne andorrà.
El canal va emetre com a "Antena 7 Televisió Andorra" entre el 23 i el 26 d'octubre de 1986 i entre el 23 i el 27 d'octubre de 1987, i com a "Tele-Fira Andorra" entre el 24 i el 28 d'octubre de 1988, entre el 20 i el 30 d'octubre de 1989, entre el 21 d'octubre i el 3 de novembre de 1990, i a finals d'octubre de 1991. La darrera emissió de Tele-Fira Andorra, al 1991, es va produir quan ja estava en marxa, de manera intermitent, el canal nacional Televisió d'Andorra, que també emetia en esdeveniments molt especials, tot i que per a la fira d'aquell any no va emetre i la programació es va confiar a "Tele-Fira Andorra" per última vegada.
Amb l'èxit de "Tele-Fira Andorra", també es va decidir produir un canal durant la Festa Major d'Andorra la Vella, "Tele-Festa Major", que va emetre al canal 63 de l'UHF entre l'1 i el 9 d'agost de 1989 i entre el 3 i el 6 d'agost de 1990.
A més, l'any 1987, entre el 9 de febrer i el 3 de març, s'emeté el canal "Antena 7 Televisió Andorra". La cadena emetia des de l'Hotel Andria de La Seu d'Urgell a través del canal 29 de l'UHF (freqüència de TV3 al Pirineu) a les hores en què Televisió de Catalunya no emetia programació. Així, "Antena 7 Televisió Andorra" emetia una hora diària de programació de dilluns a divendres al matí, entre les 8:00 h i les 9:00 h, i la reemetia a la matinada entre les 0:00 h i la 1:00 h. Els dilluns es programaven espais esportius, les entrevistes es programaven de dimarts a dijous, mentre que els divendres s'emetia l'agenda esportiva de la setmana següent.

### ORTA i RTVA
El 12 d'octubre del 1989 el Consell General va considerar la ràdio i la televisió com a serveis públics essencials i necessaris i va crear l'Organisme de Ràdio i Televisió d'Andorra (ORTA) que s'encarregava de la gestió directa de la ràdio i televisió. Així, el 8 de setembre del 1990 van començar les proves d'emissió de Ràdio Andorra, i l'1 de gener del 1991 van començar les emissions regulars des dels antics estudis de Sud Ràdio al país, utilitzant l'indicatiu Ràdio Andorra, la ràdio nacional d'Andorra. A més, en honor a l'altra emissora històrica del país, es va engegar una segona emissora pública anomenada Ràdio de les Valls, que no va tenir continuïtat. L'1 de gener del 1991 també van començar al canal 63 de l'UHF les emissions en període de proves de la televisió amb el nom de Televisió d'Andorra (TVA), que féu diverses emissions en proves que s'allargaren fins al 4 de desembre del 1995, quan van començar les emissions regulars d'Andorra Televisió (ATV), a través de la freqüència del Canal 33. Al 1994 va començar a emetre la segona emissora de ràdio de l'ORTA sota el nom d'Andorra Música.
Inicialment, la producció dels programes, principalment informatius, es van encarregar a la productora privada Antena 7 TV, però el 1997 la responsabilitat total de la programació va passar a l'ORTA.
La cobertura tècnica de ràdio i televisió s'ha fet, des dels seus inicis, a través de les xarxes, enllaços i instal·lacions del Servei de Telecomunicacions d'Andorra, empresa parapública de comunicacions propietària de totes les instal·lacions i equips d'alta freqüència del país.
Amb l'entrada al segle xxi, Andorra Televisió es va adaptar a la televisió digital terrestre (TDT), que actualment funciona a la totalitat del territori andorrà, després d'un període de convivència amb el sistema analògic tradicional, que va tallar-se definitivament el 29 de setembre del 2007. Amb l'entrada de la Fibra òptica, l'oferta de canals de televisió també es veié ampliada, permetent també incorporar les emissions en alta definició (HD) d'Andorra Televisió a partir del 30 de setembre del 2019. Quant a la ràdio, el senyal digital (DAB) ja funciona i és una oferta més del servei de telecomunicacions d'Andorra.
El 13 d'abril de l'any 2000 va desaparèixer la figura jurídica de l'ORTA i el seu espai va ésser ocupat per la societat pública Ràdio i Televisió d'Andorra. Igualment, la llei que va crear la RTVA va establir la creació del Consell Andorrà de l'Audiovisual, organisme assessor i consultor del Govern andorrà, i de la societat de gestió de Ràdio i Televisió d'Andorra. En la llei també es fixa que la Comissió Legislativa Permanent del Consell General exerceixi el control i vetlli a través del Director General perquè les activitats de Ràdio i Televisió d'Andorra s'ajustin als principis establerts en la llei de radiodifusió i televisió del 13 d'abril del 2000.

## Serveis
| Canal                    | Nom                      | Temàtica          | Primera emissió        | Notes |
| ------------------------ | ------------------------ | ----------------- | ---------------------- | --- |
| Andorra Televisió        | Andorra Televisió        | Generalista       | 1 de gener del 1991    | Va començar les emissions regulars el 4 de desembre de 1995 a través de la freqüència del Canal 33 després de gairebé 5 anys de proves intermitents. |
| Ràdio Nacional d'Andorra | Ràdio Nacional d'Andorra | Ràdio generalista | 8 de setembre del 1990 | Va començar les emissions regulars l'1 de gener de 1991. Emet al 91.4 i al 94.2 de l'FM.                                                             |
|                          | Andorra Música           | Radiofòrmula      | 1994                   | Emet al 97.0 de l'FM. |
|                          | Andorra Difusió          | Canal online.     | Novembre de 2007       | Es va convertir en Andorra Difusió al mes de setembre de 2013.                                                                                       |

## Principis
La legislació andorrana especifica que l'ens públic ha de complir un seguit de principis:
- Respectar els principis establerts en la Constitució del Principat d'Andorra i els drets i les llibertats que s'hi reconeixen i s'hi garanteixen.
- L'objectivitat, la veracitat i la imparcialitat de les informacions.
- El respecte als drets a l'honor, la intimitat personal i familiar i a la pròpia imatge.
- El respecte al pluralisme polític, cultural i social.
- La promoció de la llengua, així com l'execució de la missió cultural, educativa i social pròpia d'Andorra.
- El respecte i l'atenció especial a la joventut i a la infància, tant en el tractament dels continguts com en la programació general.
- El respecte als principis d'igualtat i de no-discriminació per raó de naixement, de raça, de sexe o qualsevol circumstància personal o social.